# Исхак ибн Рахавейх
Абу́ Яку́б Исха́к ибн Ибрахи́м аль-Ма́рвази (араб. أبو يعقوب إسحاق بن إبراهيم المرزوي‎), более известный как Исха́к ибн Рахаве́йх (Рахавейхи, Рахавайх, араб. إسحاق بن راهويه‎; 778, Мерв — 30 января 853, Нишапур) — один из видных мусульманских учёных, хадисовед, хафиз.

## Биография
Его полное имя: Абу Якуб Исхак ибн Ибрахим ибн Мухаллад ибн Ибрахим ибн Абдуллах ибн Бакр ибн Убайдуллах ибн Галиб ибн Абд аль-Варис ибн Абдуллах ибн Атия ибн Мурра ибн Кааб ибн Хаммам ибн Асад ибн Мурра ибн Амр ибн Ханзала ибн Малик ибн Зейд Манат ибн Тамим аль-Ханзали аль-Марвази ан-Найсабури.
Исхак ибн Рахавейх был родом из Мерва (совр. Туркменистан) и родился предположительно в 161 или 166 году по мусульманскому календарю (778 или 783 год). Прозвище «Ибн Рахавейх» было связано с тем, что его отец родился по пути в Мекку и жители Мерва нарекли его «Рахавейхом», что на их языке значило «родившийся в пути».
Исхак ибн Рахавейх путешествовал по многим городам для записи и изучения хадисов. Многие выдающиеся мусульманские учёные, которые впоследствии стали знаменитыми имамами, обучались у Исхака. Среди них: основатель ханбалитской правовой школы Ахмад ибн Ханбаль, автор самого известного сборника хадисов «Сахих аль-Бухари» Мухаммад аль-Бухари, автор «Сахих Муслима» Муслим ибн аль-Хаджжадж, Абу Иса ат-Тирмизи, ан-Насаи и др. Его идентифицируют с Ибн Рахивайхом аль-Арджани (араб. ابن راهويه الأرجاني‎), автором комментария (араб. شرح المقالة العاشرة لإقليدس‎) к десятой книге «Начал» Евклида.
Исхак ибн Рахавейх ушёл из жизни ночью 15 числа месяца шаабан 238 года по хиджре (30 января 853 года).

## Высказывания о нём
Абу Хатим ар-Рази: «Я восхищаюсь достоверностью и выверенностью его хадисов, а также его удивительной памятью».
Абу Зура ар-Рази: «Никто не знает больше хадисов, чем Исхак».
Исхак ибн Рахавейх, как и другие передатчики хадисов, отличался великолепной памятью и способностью к запоминанию. Он говорил о себе: «Не слышал я ничего, кроме как запоминал это. И не забывал я ничего из запомненного».
Аль-Хаким передаёт со слов Яхъи ибн Мухаммада аль-Анбари, что Ибрахим ибн Абу Талиб говорил:

Я спросил Абу Кудаму об аш-Шафии, Ахмаде (ибн Ханбале), Исхаке (ибн Рахавейхе) и Абу Убайде, и он ответил: «Самый понимающий из них (в фикхе) — это аш-Шафии, однако он был малым в хадисе; что касается самого богобоязненного из них, то это Ахмад; что касается самого сильного в запоминании, то это Исхак; а что касается самого осведомлённого об арабском языке из них, то это Абу Убайд».
Оригинальный текст (ар.)قال الحاكم : حدثنا يحيى بن محمد العنبري ، سمعت إبراهيم بن أبي طالب ، سألت أبا قدامة عن الشافعي ، وأحمد ، وإسحاق ، وأبي عبيد ، فقال : أما أفقههم فالشافعي ، إلا أنه قليل الحديث ، وأما أورعهم فأحمد ، وأما أحفظهم فإسحاق ، وأما أعلمهم بلغات العرب ، فأبو عبيد.